# McIntyre Bluff
McIntyre Bluff är ett stup i Kanada.   Det ligger i provinsen British Columbia, i den södra delen av landet, 3 300 km väster om huvudstaden Ottawa. McIntyre Bluff ligger 454 meter över havet.
Terrängen runt McIntyre Bluff är varierad. Runt McIntyre Bluff är det mycket glesbefolkat, med 3 invånare per kvadratkilometer.. Närmaste större samhälle är Oliver, 7,5 km söder om McIntyre Bluff.
Trakten runt McIntyre Bluff består i huvudsak av gräsmarker.